# 티에우찌 (연호)
티에우찌(베트남어: Thiệu Trị / 紹治 소치 / 1841년 1월 ~ 1847년)는 베트남 응우옌 왕조(阮朝) 티에우찌 황제(紹治帝) 응우옌 푹 뚜옌(阮福暶)의 연호이다. 

## 개원
- 민망(明命) 22년 1월 20일[1](그레고리력 1841년 2월 11일)에 연호를 티에우찌(紹治)로 개원함.[2][3][4]

- 티에우찌(紹治) 7년 10월 3일[5](그레고리력 1847년 11월 10일)에 연호를 뜨득(嗣德)으로 정하고, 다음 해 1월 1일[6](그레고리력 1848년 2월 5일)에 개원함.[7][8][4]

## 연대 대조표
| 티에우찌 | 서기(西紀) | 간지(干支) | 청나라 연호     |
| 원년     | 1841년     | 신축(辛丑) | 도광(道光) 21년 |
| 2년      | 1842년     | 임인(壬寅) | 도광 22년       |
| 3년      | 1843년     | 계묘(癸卯) | 도광 23년       |
| 4년      | 1844년     | 갑진(甲辰) | 도광 24년       |
| 5년      | 1845년     | 을사(乙巳) | 도광 25년       |
| 6년      | 1846년     | 병오(丙午) | 도광 26년       |
| 7년      | 1847년     | 정미(丁未) | 도광 27년       |

## 동시대 연호

### 중국
청(淸)
- 도광(道光) (1821년 ~ 1850년)

### 일본
- 덴포(天保) (1830년 ~ 1844년)
- 고카(弘化) (1844년 ~ 1848년)

### 란방공화국
- 난방(蘭芳) (1777년 ~ 1884년)

## 같이 보기
- 베트남의 연호